# Sillago japonica
Sillago japonica е вид бодлоперка от семейство Sillaginidae. Видът не е застрашен от изчезване.

## Разпространение и местообитание
Разпространен е в Китай, Провинции в КНР, Северна Корея, Тайван, Хонконг, Южна Корея и Япония.
Обитава крайбрежията и пясъчните дъна на морета и заливи. Среща се на дълбочина от 10 до 30 m.

## Описание
На дължина достигат до 30 cm.